# Salon-de-Provence
Salon-de-Provence – miejscowość i gmina we Francji, w regionie Prowansja-Alpy-Lazurowe Wybrzeże, w departamencie Delta Rodanu.
Według danych na rok 1990 gminę zamieszkiwały 34 054 osoby, a gęstość zaludnienia wynosiła 484 osoby/km² (wśród 963 gmin regionu Prowansja-Alpy-W. Lazurowe Salon-de-Provence plasuje się na 19. miejscu pod względem liczby ludności, natomiast pod względem powierzchni na miejscu 86.).
W mieście znajduje się dom Nostradamusa, gdzie spędził on ostatnie lata swojego życia.

## Edukacja
- École de l’air